# 조재훈 (2003년)
조재훈(調在勳, 2003년 6월 29일~)은 대한민국의 축구 선수로, 포지션은 공격형 미드필더이다. 현재 전남 드래곤즈 소속이다.